# كريستوفر كرادوك
العميد البحري كريستوفر كرادوك (Christopher Cradock؛ ريتشموند، 2 يوليو 1862 - معركة كورونل، 1 نوفمبر 1914) عميد بحري ضابط بالبحرية الملكية البريطانية.

## روابط خارجية
- كريستوفر كرادوك على موقع الموسوعة البريطانية (الإنجليزية)